# Robertsport
Robertsport est une ville du Liberia et la capitale du comté de Grand Cape Mount.
Elle doit son nom à Joseph Jenkins Roberts, le premier président du Liberia.
Située sur le littoral atlantique à 50 km au nord de Monrovia et proche de la frontière avec le Sierra Leone, elle comptait 3 933 habitants lors du recensement de 2008.
Les habitants sont principalement pêcheurs et riziculteurs.
Ses plages sont connues pour le surf.

## Géographie
Robertsport se trouve au débouché du lac Piso au pied du Cape Mount, un promontoire de granite de 305 m de haut.
Les villes et villages à proximité sont Bassa Community, Kru Town, Bombotown et Gomboja.
Les précipitations, en moyenne 5 200 mm par an, sont très importantes.

## Histoire
Le navigateur portugais Pedro de Sintra atteint le Cabo do Monte (en anglais : Cape Mount) au milieu du XVe siècle. Au début du XIXe siècle, une colonie d'esclaves Afro-Américains libérés s'installe sur le site dans le territoire des Vaï.
Robertsport sert de base aérienne aux forces alliées pendant la Seconde Guerre mondiale[réf. souhaitée].
La ville, qui a subi des pillages pendant la guerre civile, est en mauvais état mais on trouve encore des maisons rappelant les plantations du sud des États-Unis au bord de larges avenues sur les collines aux alentours de la ville.

## Surf
Les principaux lieux connus pour le surf près de Robersport sont Fisherman's Point, Cotton Trees et Cassava Point.
En 2009, Alfred Lomax, le surfeur le plus expérimenté du Liberia, emmène un journaliste du Times voir ce qu'il considère comme les meilleurs endroits pour le surf.
La ville figure dans un documentaire indépendant : Sliding Liberia, qui suit quatre jeunes surfeurs à la recherche de vagues parfaites dans le Liberia en guerre.

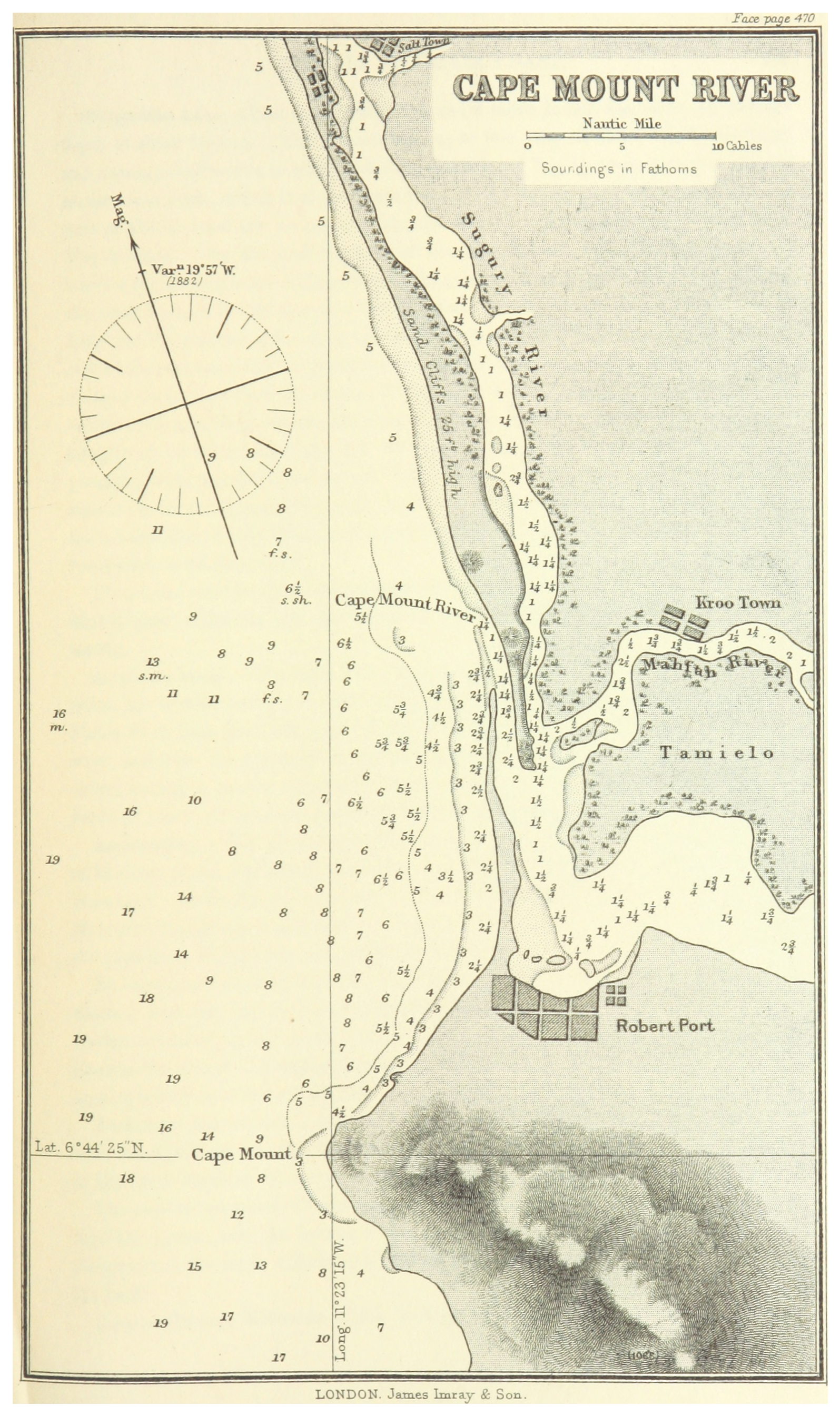
Carte de 1884.
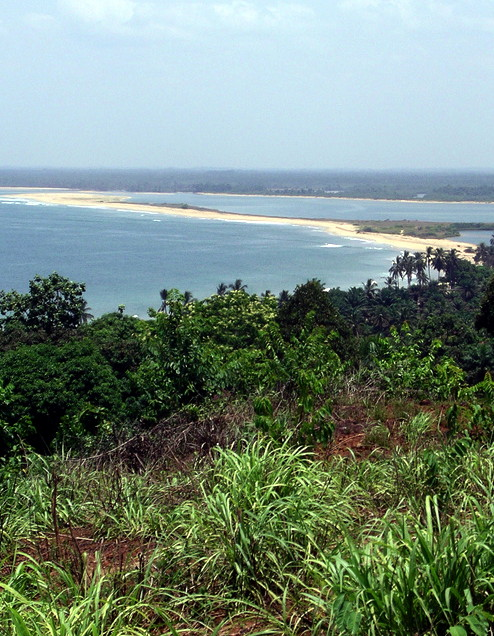
Cape Mount Bay.
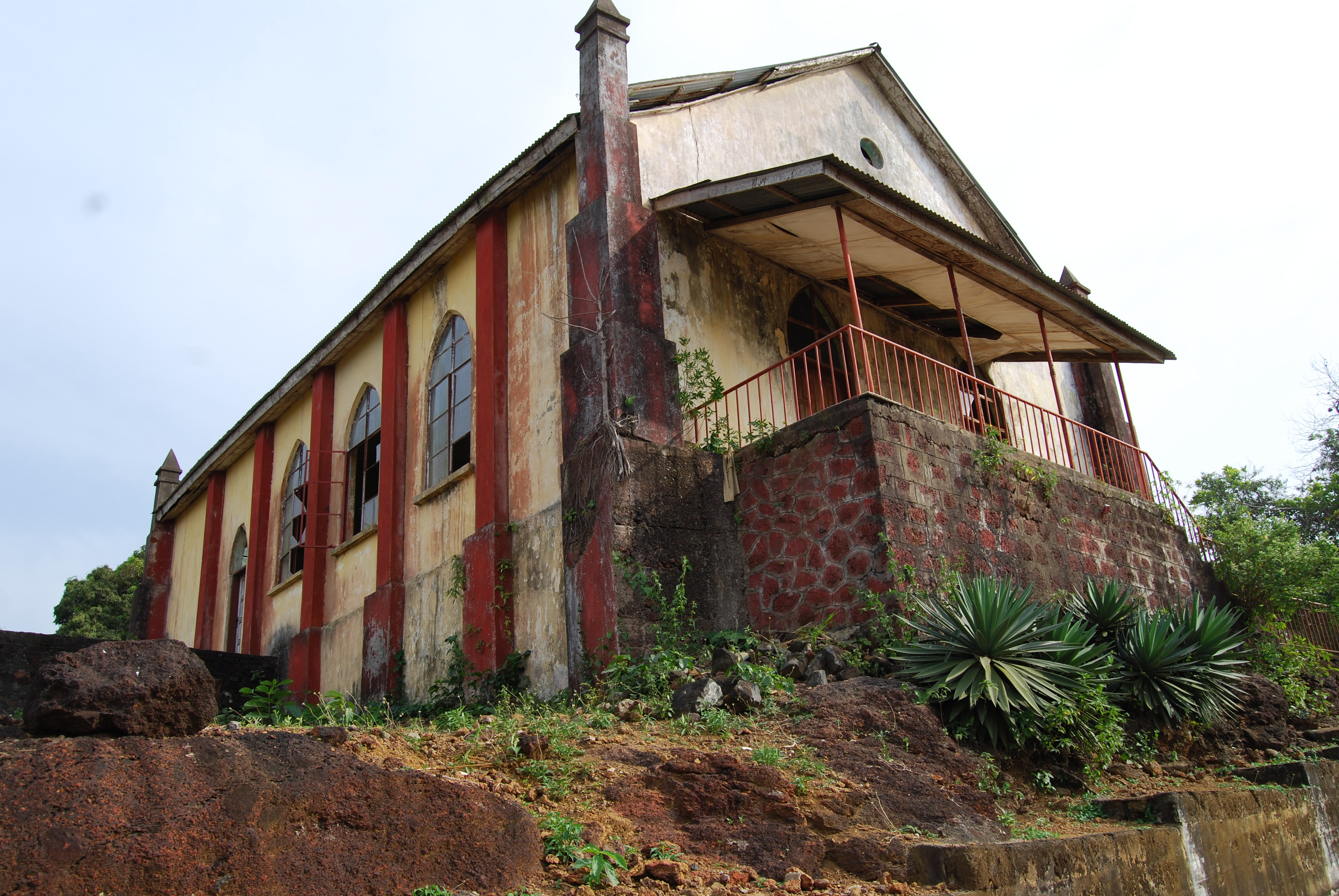
Église, photo de 2009.
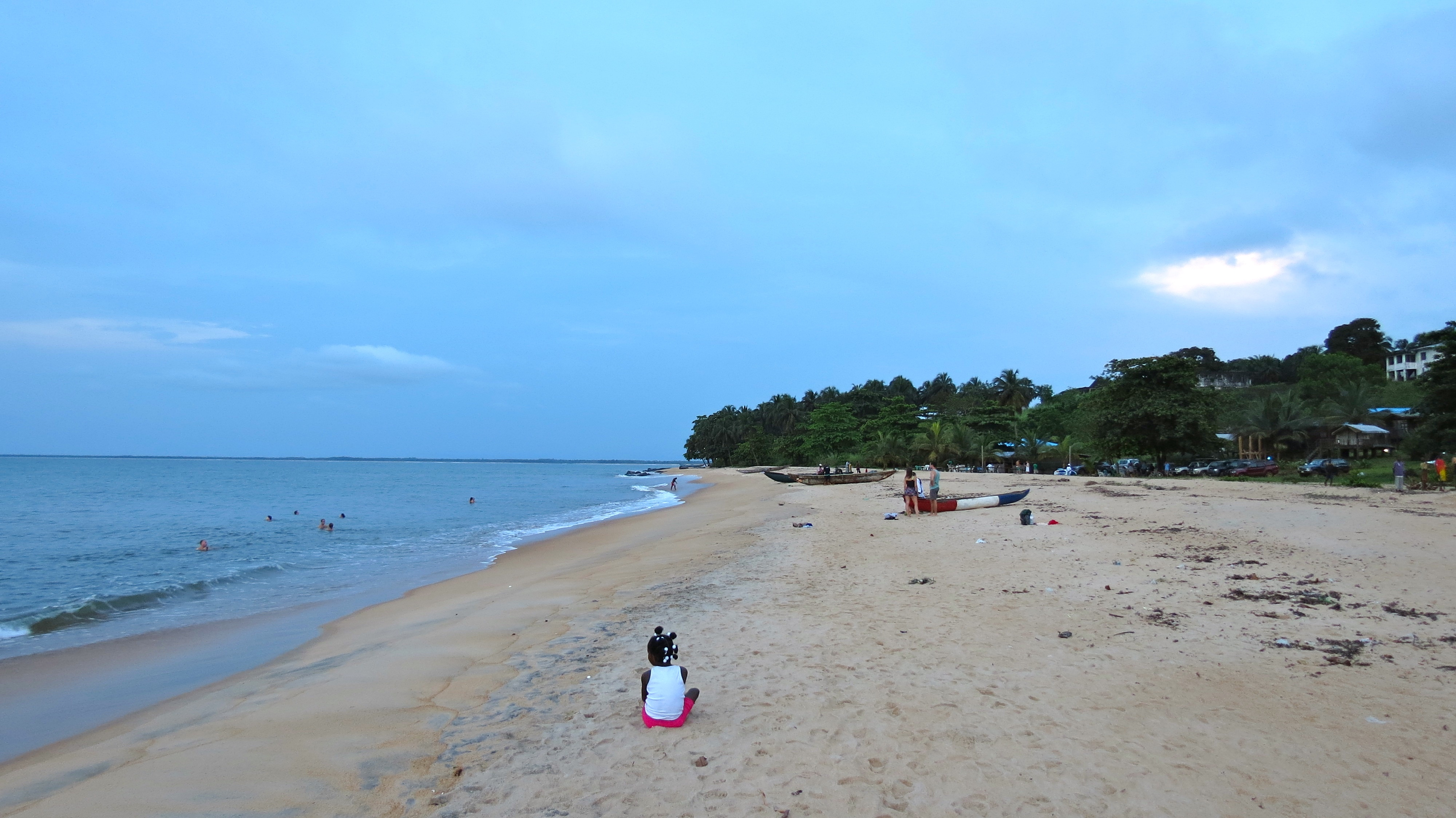
Plage.

## Personnalitées liées à la commune
- Johann Büttikofer (1850-1927), zoologiste Suisse.
- Florence Chenoweth (1945-2023), femme politique du Liberia.
- Amymusu Jones (c. 1948-2018), magistrate femme du Liberia